# Сульфид галлия(III)
Сульфид галлия — бинарное неорганическое соединение, соль металла галлия и сероводородной кислоты с формулой Ga2S3, ярко-жёлтые кристаллы, реагирует с водой.

## Получение
- Непосредственно из элементов:

{\displaystyle {\mathsf {2Ga+3S\ {\xrightarrow {800^{o}C}}\ Ga_{2}S_{3}}}}
- Действием сероводорода на металлический галлий:

{\displaystyle {\mathsf {2Ga+3H_{2}S\ {\xrightarrow {300^{o}C}}\ Ga_{2}S_{3}+3H_{2}}}}
- или его оксид

{\displaystyle {\mathsf {Ga_{2}O_{3}+3H_{2}S\ {\xrightarrow {600^{o}C}}\ Ga_{2}S_{3}+3H_{2}O}}}

## Физические свойства
Сульфид галлия образует ярко-жёлтые кристаллы кубической сингонии, пространственная группа F 43m, параметры ячейки a = 0,517 нм, Z = 1,33.
Также образует белый аморфный порошок с плотностью 3,65 г/см³.
При нагревании переходит в гексагональную сингонию, пространственная группа P 63mc, параметры ячейки a = 0,3678 нм, c = 0,6016 нм, Z = 0,667.

## Химические свойства
- При нагревании разлагается:

{\displaystyle {\mathsf {Ga_{2}S_{3}\ {\xrightarrow {1000^{o}C}}\ 2Ga_{2}S_{2}+S}}}
- Полностью гидролизуется водой:

{\displaystyle {\mathsf {Ga_{2}S_{3}+6H_{2}O\ {\xrightarrow {}}\ 2Ga(OH)_{3}\downarrow +3H_{2}S\uparrow }}}
- Реагирует с разбавленными кислотами:

{\displaystyle {\mathsf {Ga_{2}S_{3}+6HCl\ {\xrightarrow {}}\ 2GaCl_{3}+3H_{2}S\uparrow }}}
- и концентрированными щелочами:

{\displaystyle {\mathsf {Ga_{2}S_{3}+5NaOH+3H_{2}O\ {\xrightarrow {~100^{o}C}}\ 2Na[Ga(OH)_{4}]+3NaHS}}}
- При спекании с сульфидом натрия образует смешанный сульфид:

{\displaystyle {\mathsf {Ga_{2}S_{3}+2Na_{2}S\ {\xrightarrow {700^{o}C}}\ 2Na[GaS_{2}]}}}
- Окисляется кислородом:

{\displaystyle {\mathsf {2Ga_{2}S_{3}+9O_{2}\ {\xrightarrow {500^{o}C}}\ 2Ga_{2}O_{3}+6SO_{2}}}}